# استودیو آوالانچ
استودیو اَوِلانچ (به انگلیسی: Avalanche Studios) یک توسعه‌دهنده بازی‌های ویدئویی در استکهلم، سوئد است. این استودیو در ماه مارس سال ۲۰۰۳ توسط کریستوفر ساندبرگ و لینوس بلومبرگ تأسیس شد. استودیوهای اوالانچ متمرکز بر توسعه پروژه‌های جهان باز بر پایه موتور اَوِلانچ هستند. این استودیو ابتدا از شش عضو تشکیل شد و این مقدار را تا به امروز به ۲۵۰ رسانده است.
اوالانچ علاوه بر استودیو اصلی خود در استکهلم دو استودیوی دیگر نیز دارد: یک استودیو در نیویورک که بر روی بازی جاست کاز ۳ کار می‌نمود، و یک استودیوی وابسته در استکهلم که روی بازی ویدئویی شکارچی کار می‌کرد. از زمان تأسیس این شرکت پروژه‌های متعددی از جمله مجموعه بازی ویدئویی جاست کاز و مکس دیوانه منتشر کرده است.

## تاریخچه
استودیو آوالانچ توسط کریستوفر ساندبرگ و لینوس بلومبرگ در مارس ۲۰۰۳ تأسیس شد. پیش از تأسیس استودیو، ساندبرگ در انتشار بازی‌های ویدئویی همچون فیفا برای الکترونیک آرتس مشغول به کار بود. در نهایت ساندبرگ و بلومبرگ در سال ۲۰۰۱ شرکت خود را با نام (Rock Solid Studius) تأسیس کردند و تصمیم گرفتند یک مجموعه بازی با نام Tremors منتشر کنند. آنها اولین نسخه از سری بازی‌های Tremors را در سال ۲۰۰۳ با عنوان Tremors: The Game منتشر کردند. در آن زمان یک استودیوی منتشرکننده بازی‌های ویدئویی دیگر در استکهلم وجود داشت که اعلام کرد (Rock Solid Studius) را به دست خواهد آورد. در نهایت قرارداد بین دو شرکت شکسته شد و خرید متوقف شد. علاوه بر این یکی از عوامل دستور توقف Tremors: The Game که همین منجر به ورشکستگی استودیو (Rock Solid Studius) شد. ساندبرگ و بلومبرگ بیکار و بی پول شدند. در آخر این دو تصمیم گرفتند تا در سال ۲۰۰۳ شروع به کار کنند. آنها با ایجاد شش کارمند استودیو اوالانچ را تأسیس کردند.

## مجموعه جاست کاز
جاست کاز مجموعه‌ای از بازی‌های اکشن و ماجراجویی جهان باز است که ریکو رودریگز یکی از عوامل سازمان نظامی شخصیت اصلی آنهاست. از نقاط قوت این سری بازی این است که به بازیکن این اجازه را می‌دهد تا برای ایجاد هرج و مرج در شهر آزادی عمل داشته باشد. از روند بازی این بازی می‌توان به استفاده از قلاب و چتر نجات اشاره کرد. اساس این بازی از نظر منتقدان قابل پذیرش نبود تا اینکه جاست کاز ۲ تحسین منتقدان را پذیرفت. جاست کاز ۲ بیشتر از نسخه‌های پیشین در بین بازیکنان پر طرفدار است. استودیو آوالانچ از این نسخه پشتیبانی می‌کند و در تاریخ ۱۶ دسامبر ۲۰۱۳ این بازی انتشار پیدا کرد. در تاریخ ۱ دسامبر ۲۰۱۵ بازی جاست کاز ۳ با خط داستانی نسبتاً متفاوت نسبت به نسخه‌های قبلی منتشر شد.